# 伊賀家久
伊賀 家久（いが いえひさ）は、戦国時代から安土桃山時代にかけての武将。備前国津高郡の国人である備前伊賀氏当主。

## 生涯
備前津高郡の国人・備前伊賀氏当主・伊賀久隆の子として誕生。永禄5年（1562年）の金川城攻めに父と共に出陣した時には「与三郎」と名乗り、元服してからは「家久」を名乗る。
父・久隆と共に宇喜多氏に従っていたが、天正9年（1581年）4月、父が急死すると、家久は同年8月に小早川隆景の誘いに応じて宇喜多氏を離反し毛利氏に寝返った。同年8月19日付で隆景以下、毛利氏重臣の穂井田元清・福原元俊・口羽春良・福原貞俊が名を連ねる連判の起請文が発給され、これまでの知行を安堵された。毛利氏に属し虎倉城に籠城した家久は宇喜多氏に対して徹底抗戦の構えを見せ、小早川隆景から虎倉に程近い勝山城の修造を命じられている。同年、毛利氏が宇喜多方の忍山城を攻めた際、家久は勝尾山に陣を敷き救援に来るであろう宇喜多氏の背後を狙うものの、直家は姿をみせなかったため、近隣の宇喜多春家の守る金山城に攻め込んだ。同城制圧こそ叶わなかったが宇喜多方の将数人を討ち取り、武功を挙げた。天正10年（1582年）、備中高松城の戦いでは忍山城で中筋の押さえにあたった。
ところが、天正11年（1583年）に毛利氏と羽柴秀吉の間で和議が成立し、領地の境界が決定すると、伊賀領は宇喜多氏の区分に組み込まれた。これに難色を示した家久は、虎倉城に籠もり徹底抗戦の構えを見せたが、岳父の明石行雄の説得をうけ天正12年（1584年）秋頃までに虎倉城を退去し毛利氏を頼った。同年9月には小早川隆景より新領が与えられ、備中国大井荘5ヶ村、吉川、山内に加えて備後国神辺に一所を与えられたが、これも毛利氏と宇喜多氏の領分が高梁川を境にして分断が決定したため、備中の所領は全て失った（中国国分）。
天正13年（1584年）2月、毛利輝元から周防国・長門国に新たに300石が与えられた。天正15年（1587年）、小早川隆景が筑前国名島に移封されると、それに従って同地へと渡り、間もなく痢病により死去したとされる。『大日本史料』では、輝元は家久の娘を井原元歳に娶らせて家久の遺領を継承させたと記載されている。『萩藩閥閲録』では没年は文禄3年（1594年）であり、幼少の嫡子才法師を残して死んだといい、才法師の行く末を案じた母方の祖父である明石行雄が当時の筑前名島の領主である小早川秀秋の家老である山口宗永に宛てた書状が収録されている。

## 系譜
- 父：伊賀久隆
- 母：不詳
- 室：明石行雄娘
- 生母不明の子女
  - 男子：才法師
  - 女子：井原元歳室